# Доминго Техера
Доминго Техера (на испански: Domingo Tejera) е уругвайски футболист, защитник.

## Кариера
На 18 години Доминго Техера дебютира за Монтевидео Уондърърс. През дебютния си сезон във Висшата дивизия на Уругвай започва да играе и в националния отбор на страната. През 1923 г. той помага на отбора да стане шампион на Уругвай под егидата на Футболната Федерация (FWF) по времето, когато в страната се провеждат 2 първенства (другото е под егидата на Асоциацията на уругвайския футбол).
Той е вицекапитан на националния отбор на Уругвай в епохата на Хосе Насаси.
Поради наранявания на гърба, Техера не играе на световното първенство през 1930 г., въпреки че е включен в състава и в крайна сметка става световен шампион. През 1931 г. отново става шампион на Уругвай – и до днес това е последната титла в историята на клуба. През 1932 г. Техера играе последния си мач в националния отбор на Уругвай и в клубния си отбор.
По-късно работи като член на Съвета на директорите на Монтевидео Уондърърс. Умира на 18 юли 1969 г. Включен е в Залата на славата на Монтевидео Уондърърс.

## Отличия

### Отборни
Монтевидео Уондърърс
- Примера дивисион де Уругвай: 1923, 1931

### Международни
Уругвай
- Световно първенство по футбол: 1930
- Олимпийски игри златен медал: 1928
- Копа Америка: 1920, 1926